# آدام گوپنیک
آدام گوپنیک (انگلیسی: Adam Gopnik؛ زادهٔ ۲۴ اوت ۱۹۵۶) نویسنده، مقاله‌نویس و صاحب‌نظر اهل ایالات متحده آمریکا است. او به عنوان یکی از نویسندگان و کارگردانان نیویورکر شناخته می‌شود که از سال ۱۹۸۶ تا کنون مشغول فعالیت بوده‌است.

## زندگی
آدام گوپنیک در ۱۹۵۶ در فیلادلفیا متولد شد و در مونترآل بزرگ شد. پدر و مادر او، ایروین و میرنا گوپنیک یهودی بودند، آنها استادان دانشگاه مک گیل بودند.

## آثار
کتاب «دیدار اتفاقی با دوست خیالی» با ترجمه‌ی کیوان سررشته مجموعه‌ای از نُه جستار آدام گاپنیک است که نخستین بار در نیویورکر یا در چند کتابش منتشر شده‌اند و توسط نشر اطراف منتشر شده‌اند. 